# Станнид тримолибдена
Станнид тримолибдена — бинарное интерметаллическое неорганическое соединение
молибдена и олова
с формулой Mo3Sn,
кристаллы.

## Получение
- Сплавление под давлением стехиометрических количеств чистых веществ:

{\displaystyle {\mathsf {3Mo+Sn\ {\xrightarrow {1000^{o}C,3,4GPa}}\ Mo_{3}Sn}}}

## Физические свойства
Станнид тримолибдена образует кристаллы
кубической сингонии,
пространственная группа P m3n,
параметры ячейки a = 0,5094 нм, Z = 2,
структура типа вольфрама β-W
.
Соединение разлагается при температуре ≈300°С .